# Skogsfrölöpare
Skogsfrölöpare (Harpalus laevipes) är en skalbaggsart som beskrevs av Zetterstedt 1828. Skogsfrölöpare ingår i släktet Harpalus, och familjen jordlöpare. Arten är reproducerande i Sverige.